# Generation Move

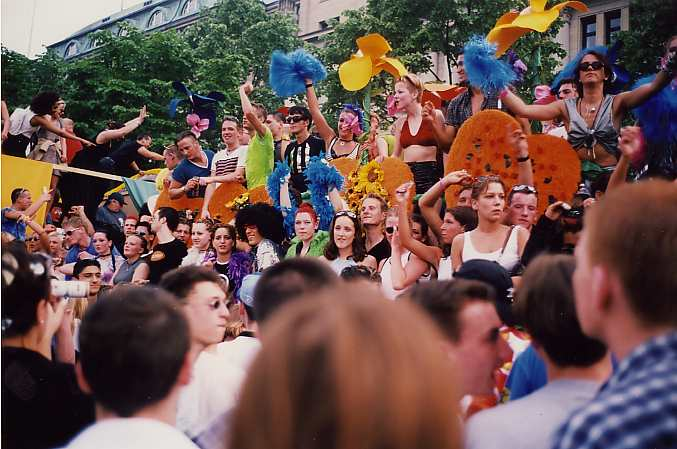
G-Move auf dem Jungfernstieg, 1997

Der Generation Move (Kurzform: G-Move) war eine Technoparade in Anlehnung an die Loveparade.
Der erste G-Move wurde in Hamburg am 3. Juni 1995 gefeiert. Es kamen rund 30.000 Leute zusammen, um bei der Premiere von Hamburgs Antwort auf die Loveparade dabei zu sein. Er führte rund um den Kiez und am Hafen entlang. Bekannte Clubs aus Hamburg nahmen mit 11 Trucks an der Parade teil. Im Laufe der Jahre wurde die Veranstaltung immer größer und die Streckenführung änderte sich fast jährlich. Einige Jahre lang hatte sich die Strecke vom Heiligengeistfeld über die Ost-West-Straße (heute: Willy-Brandt-Straße) etabliert.
Bis 2004 fand der G-Move stets am Pfingstsamstag statt und war begleitet von einem ausgelassenen Pfingstfest. Nachdem eine der zwei Veranstalter, Nicole Hildebrandt, die Namens- und Ideenfinderin, ausgestiegen ist, hat sich das Format verändert. 2004 wurde die Parade erstmals nicht zu Pfingsten gefeiert, und zwar am 22. Mai 2004. Nach Kritik an der Streckenführung durch die Hafencity und einem massiven Besucherrückgang auf rund 15.000 Besucher lt. Hamburger Morgenpost – anstatt der erwarteten 200.000 – wurde vom Organisator Henry Seeberger ein Umzug des G-Moves nach Kiel angestrebt. Grund für den geplanten Umzug nach Kiel waren unüberwindbare behördliche Blockaden vom Bezirk Mitte.
Im Jahr 2005 gab es andere Probleme: Zunächst wurde die Veranstaltung an zwei neue Veranstalter, Björn Lau und Dirk Fröhlich, vergeben. Aufgrund zahlreicher behördlicher Auflagen konnte der Termin im Frühsommer nicht gehalten werden. Darauf gab es Planungen für die Durchführung des G-Move im September 2005. Ende Juli gaben die Veranstalter dann aber das endgültige „Aus“ für den «G-Move 2005» bekannt.
Am 13. Mai 2006 und am 19. Mai 2007 fand der G-Move in Kiel statt. Der für den 31. Mai 2008 in Kiel geplante G-Move wurde aufgrund von Bauarbeiten in der Kieler Innenstadt abgesagt.
2010 sollte in Kiel die groß angekündigte Nachfolge-Parade "Move Reloaded" vom Veranstalter Domenik Schoefeld stattfinden. Die Planungen verliefen jedoch im Sande, nachdem der Veranstalter für Truckbetreiber nicht mehr erreichbar war und diese daraufhin ihre Teilnahme an der Parade aufkündigten.

## Ähnliche Veranstaltungen
- Love Parade (früher Berlin, dann Metropole Ruhr, nach 2010 eingestellt)
- Union Move (München)
- Reincarnation (Hannover)
- Vision Parade (Bremen)